# Eicke Bettinga
Eicke Bettinga (* 13. September 1978 in Aurich) ist ein deutscher Filmregisseur und Drehbuchautor.

## Leben und Werk
Eicke Bettinga studierte Filmregie an der renommierten National Film and Television School (NFTS) in Großbritannien. Das Studium schloss er mit dem Master of Arts ab. In den Anfängen seiner Karriere nahm er an dem deutschen Nachwuchsfilmfestival Werkstatt der Jungen Filmszene teil. 
Er realisierte zahlreiche, international prämierte Kurz- und Werbefilme sowie Dokumentarfilme und fiktionale Fernsehspiele. Zudem verfasste er eine Reihe von Theaterstücken und Prosa. Seine Kurzspielfilme Shearing (2002) mit Michelle Fairley, Together (2009) mit Matt Smith und Gasp (2012) wurden zu den Internationalen Filmfestspielen von Cannes eingeladen und dort uraufgeführt. 
Von 2017 bis 2019 war er Mitglied der Jury des Deutschen Kurzfilmpreises. 2020 erhielt er das Grenzgänger Stipendium des Literarischen Colloquiums Berlin und der Robert Bosch Stiftung.

## Filmografie (Auswahl)
- 2002: Shearing (Kurzfilm): Drehbuch und Regie
- 2007: TRUST.Wohltat (Sci-Fi Fernsehspiel): Regie
- 2009: Together (Kurzfilm): Drehbuch und Regie
- 2012: Gasp (Kurzfilm): Drehbuch und Regie
- 2014: Chain (Kurzfilm): Drehbuch und Regie
- 2015: Das Romeo-Prinzip (Fernsehfilm): Regie

## Auszeichnungen (Auswahl)
Internationale Filmfestspiele von Cannes
- 2002 Nominierung Cinéfondation Award (Shearing)
- 2009 Nominierung Kodak Short Film Award (Together)[2]
- 2012 Nominierung Palme d’Or – Best Short Film (GASP)[3][4]

Max Ophüls Preis
- 2013 Nominierung Best Short Film (Gasp)
- 2015 Nominierung Best Short Film (Chain)